# 対州そば
対州そば（たいしゅうそば）は、ソバの日本在来品種の一つ、またはその種子の粉で製造した蕎麦。長崎県対馬市の特産。

## 沿革
ソバの原産地は中国雲南省と四川省の間の山間部であると言われる。ソバが日本にいつから存在するかは定かでないが、少なくとも縄文時代後期にはソバ利用の痕跡が残っている。日本へ伝来した経路については、朝鮮半島から対馬を経て各地に広まったという説がある。
対馬においてソバの栽培がいつから行われていたかは、はっきり分からないが、平地が少なく水田稲作に不利な対馬では、古くからソバが栽培されている。かつ、離島という地理的条件ゆえ他の品種と交配する可能性が低く、原種に近い特性を残したまま栽培されてきた
。
記録によると、昭和30年代まで、木庭作（こばさく）と呼ばれる、山の傾斜を使用した焼畑の一種で栽培されてきた。
いつしか対州そばは対馬の食生活に欠かせないものとなり、年越しそばはもちろん、冠婚葬祭、地域の祭り、冬至など行事ごとに食べられており、今でも一部の家には蕎麦打ちの道具があり、現役で使われている。
江戸時代、厳原城下には多くの蕎麦屋が営業していたが、1794年開業の老舗が昭和の終わり頃に廃業すると、対馬から蕎麦専門店が消失する。これにより、対州そばは「幻のそば」と呼ばれたこともあったが、近年、関係者の努力により復活し、観光客の人気を博している。収量の高い島外の品種が持ち込まれ、交雑が進んだこともあったが、対州そば振興協議会は、総合農林試験場（現・長崎県農林技術開発センター）で選抜を実施し、その種子を原種として採種栽培し逐次切り替えを行った。2006年、対州そばに100%切り替わった。
2018年4月9日、地理的表示保護制度にもとづき特定農林水産物等に登録される（長崎県初）。
2018年の栽培面積は85ヘクタールで、年間生産量は40トン。

## 特徴
他の品種に比べ種子は小粒である（1/3程度）。風味が強く香り高いのが特徴。ナッツのような香りがする、と記す資料もある。
ソバの実にはルチン（フラボノイド配糖体の一種）が多く含まれる。その他、タンパク質、ビタミンC・Eが豊富である。ルチンには抗酸化作用、抗炎症作用および血流改善作用があるという報告がある。ソバの葉・茎には実より多くルチンが含まれているが、ラットに対州そばの葉を与えたところ、血清脂質および肝臓脂質のトリグリセリド濃度低下、肝臓脂質のコレステロール濃度低下が見られた。

## 利用
つなぎを使わず、蕎麦粉のみで打つのが特徴。
特筆すべき郷土料理として、いりやきそばが挙げられる。「いりやき」は、地鶏または魚（ブリ、メジナなど）と、たっぷりの野菜を入れた鍋である。人が集まるときに振る舞われる対馬の郷土料理であるが、この「いりやき」の最後には、素麺または蕎麦に鍋の汁をかけて食す。
国境の島・対馬には韓国からの観光客が多く訪れるが、対州そばは韓国人の嗜好とは合わず、市場に限りがあった。そこで蕎麦粉を使用したソフトクリーム、アイスクリーム、コーヒー（コーヒー豆と蕎麦粉の混合物）、ガレット（クレープ）を開発し、観光客向けに販売している。